# Актобе (городская администрация)
Городская администрация Актобе́ (каз. Ақтөбе қаласы әкімдігі) — административно-территориальная единица в составе Актюбинской области, включающее в себя город Актобе.
Общая площадь территории, подчинённой городской администрации составляет 2 338 км². В настоящее время обязанности главы Городской администрации Актобе исполняет Бекет Азамат Бауыржанович (с 26 июня 2023).
Городскую администрацию возглавляет аким города Актобе, назначаемый акимом Актюбинской области в соответствии с Законом Республики Казахстан от 23 января 2001 года «О местном государственном управлении и самоуправлении в Республике Казахстан».

## История
В 1997 году, когда был упразднён Актюбинский район, сельские округа Благодарный, Каргалинский, Курайлинский и Новый, которые входили в состав района, и Саздинский округ Алгинского района были переданы в подчинение городского акимата Актобе и формально упразднены (однако для удобства управления в составе городского акимата были сохранены акимы сельских округов со штатом и полномочиями по их управлению). На тот момент в пяти бывших сельских округах в 22 населённых пунктах проживало 25 715 человек. В связи с развитием города и его пригородной зоны, фактическое количество поселений на территории бывших сельских округов достигло 50, число жителей возросло до 50 тыс. человек.
Весной 2013 года на внеочередной 11-й сессии областного маслихата в связи с административной реформой было принято решение создать 5 сельских округов в прежних границах: Благодарный сельский округ площадью 104 895 га с центром в селе Кенеса Нокина; Каргалинский сельский округ площадью 6 671 га с центром в селе Каргалинское; Курайлинский сельский округ площадью 44 499 га с центром в селе Курайли; Новый сельский округ с территорией 26 994 га с центром в селе Жанаконыс; Саздинский сельский округ площадью 39 894 га с центром в селе Сазда.
На внеочередной 18-й сессии областного маслихата, состоявшейся в марте 2018 года, было принято постановление об упразднении всех сельских округов (они были включены в состав города), существовавших с 2013 года, а также о разделении города на два административных района, граница которых была проведена по линии железной дороги. В городском маслихате была проведена процедура публичных слушаний по учёту мнения населения, согласно которым было принято решение «учесть мнения населения города о присвоении наименований вновь образованным двум районам на территории города Актобе — Астанинский и Алматинский».

## Численность населения и национальный состав
| Национальность | Численность чел. | %       |
| -------------- | ---------------- | ------- |
| в общем        | 391 669          | 100 %   |
| казахи         | 286 672          | 73,19 % |
| русские        | 75 242           | 19,21 % |
| украинцы       | 12 694           | 3,24 %  |
| татары         | 6 737            | 1,72 %  |
| немцы          | 2 431            | 0,62 %  |
| корейцы        | 1 248            | 0,32 %  |
| остальные      | 6 645            | 1,7 %   |

| Национальность | Численность чел. | %       |
| -------------- | ---------------- | ------- |
| в общем        | 439 315          | 100 %   |
| казахи         | 335 182          | 76,30 % |
| русские        | 74 195           | 16,89 % |
| украинцы       | 11 755           | 2,68 %  |
| татары         | 6 742            | 1,53 %  |
| немцы          | 2 647            | 0,60 %  |
| корейцы        | 1 244            | 0,28 %  |
| остальные      | 7 550            | 1,72 %  |

| Название           | Площадь, км² | Население (1999) | Население (2009) |
| ------------------ | ------------ | ---------------- | ---------------- |
| Актобе, город      | 297,39       | 253088           | 345687           |
| Благодарный с. о.  | 1048,95      | 7666             | 10448            |
| Каргалинский с. о. | 66,71        | 11567            | 18993            |
| Курайлинский с. о. | 444,99       | 4119             | 6509             |
| Новый с. о.        | 269,94       | 3524             | 7595             |
| Саздинский с. о.   | 398,94       | 1674             | 2437             |